# Marco Ânio Vero
Marco Ânio Vero (em latim: Marcus Annius Verus; 50 – 138 (88 anos)) foi um senador romano que foi cônsul três vezes, a primeira nomeado cônsul sufecto para o nundínio de maio a junho de 97 com Lúcio Nerácio Prisco e as outras duas eleito cônsul ordinário, em 121 com Cneu Árrio Áugure e em 126 com Caio Égio Ambíbulo. Ele era filho do senador e pretor Marco Ânio Vero, nativo de Uccibi, na Hispânia Bética e um rico produtor de azeite de oliva que era amigo próximo do imperador Adriano. Conhecido principalmente por ter sido avô e pai adotivo do futuro imperador Marco Aurélio e sogro de Antonino Pio.

## Carreira
Vero foi prefeito urbano de Roma e foi elevado ao patriciado no censo de 73/74 por Vespasiano e Tito. Seus três consulados aparentemente são a causa de uma inscrição considerada "muito estranha" por estudiosos, gravada numa grande laje de mármore e escavada no século XVI na Basílica de São Pedro, em Roma. Ela alude às suas conquistas e celebra sua habilidade em "jogar com uma bola de vidro". Edward Champlin afirma que ela é provavelmente obra de um amigo e rival, Lúcio Júlio Urso Serviano, que também foi cônsul três vezes, a última delas logo depois de Vero. Nas palavras dele, "uma explicação é que a coisa toda seja uma piada baseada na ligação entre a conhecida paixão de Vero pelo jogo com bola e a noção deste jogo como o malabarismo político: uma piada elegante, auto-depreciativa e algo amarga que não é de todo elogiosa a Vero. O idoso L. Júlio Serviano escreveu o texto pessoalmente, mandou gravá-lo numa laje de mármore — talvez acompanhada de uma estátua de um urso vestido de toga jogando bola? — e mandou entregá-la a M. Ânio Vero nas calendas de janeiro de 126. Quando eles se encontraram novamente, os dois riram muito da piada. Fantasia talvez, mas é de fato uma inscrição muito estranha".
Depois que seu filho Marco Ânio Vero morreu, em 124, Vero adotou e criou Marco Aurélio e Cornifícia Faustina. Com quase noventa anos, Vero morreu em 138. Marco Aurélio conta, em "Meditações", que aprendeu com Vero "uma disposição bondosa e uma doçura no temperamento". Já na velhice, Vero teve uma amante a quem Marco Aurélio agradeceu.

## Família
Ele se casou com Rupília Faustina, filha da sobrinha preferida de Trajano, Matídia, com quem teve três filhos:
- Ânia Galéria Faustina, mais conhecida como Faustina Maior, que se tornaria imperatriz, esposa de Antonino Pio;
- Marco Ânio Libão, cônsul em 128 e cônsul sufecto em 161;
- Marco Ânio Vero, um pretor que se casou com Domícia Lucila com quem teve dois filhos: o imperador Marco Aurélio e sua irmã Ânia Cornifícia Faustina.